# Монастырь Челия-Пиперска
Монастырь Челия-Пиперска (серб. Ћелија Пиперска) — православный монастырь в Черногории, расположен в 17 км от Подгорицы на краю горного плато над селом Горни-Црнци. Монастырь находится в юрисдикции Сербской православной церкви.
Основан в первой половине XVII века преподобным Стефаном Пиперским, который пришёл в эту местность после своего отшельничества в Ровачской пещере. С согласия черногороского племени пиперов, проживавшего в этой местности он в 1667 году построил небольшую церковь в честь Рождества Пресвятой Богородицы, здание школы и монастырской кухни.
В XIX веке монастырь активно перестраивался: в 1815 году был пристроен церковный притвор, в 1823 году — звонница, купол над церковью и келейный корпус. Крупные ремонтные работы были произведены в 1889 году. В конце XIX века в монастыре была открыта школа, при которой находилась одна из крупнейших церковных библиотек Черногории.
Монастырь, благодаря своему положению в горах, не пострадал во время Второй мировой войны, но во время формирования в Югославии социалистического строя в 1945 году серьёзно пострадал, была сожжена монастырская библиотека.
Позднее монастырь был открыт как женский. После землетрясения 1979 года в нём провели реставрационные работы, которые завершили к 1994 году. С 1988 года в монастыре работает иконописная школа.
В кафоликоне монастыря хранятся мощи преподобного Стефана Пиперского (ковчег создан в 1908 году), церковь украшает иконостас с иконами работы монахинь, написанными в 1994 году. На территории монастыря расположен источник, почитаемый как целебный.
В монастыре проживают 4 монахини и 4 послушницы, ещё четыре монахини и одна послушница несут послушание в Острожском монастыре.